# Pouligny-Saint-Pierre
Pouligny-Saint-Pierre là một xã ở tỉnh Indre khu vực trung bộ Pháp. Xã này có diện tích 47,45 km², dân số thời điểm năm 1999 là 974 người. Khu vực này có độ cao trung bình 113 mét trên mực nước biển.

## Geography
Thị trấn này nằm trong công viên tự nhiên vùng Brenne.